# Сноведь (река)
Снове́дь (Сновадь) — река в России, протекает в Нижегородской области (Городской округ город Выкса). Устье реки находится в 278 км по правому берегу реки Ока (старица Чёрный Яр). Длина реки составляет 39 км, площадь водосборного бассейна 273 км².
Сноведь начинается в ненаселённом заболоченном лесу в 35 км к югу от города Выксы неподалёку от границы с Рязанской областью. Течёт по лесному массиву на северо-запад. В среднем течении на реке деревни Семилово и Сноведь. Крупнейший приток — Неверовка (пр). Впадает в обширную старицу Оки Чёрный Яр у деревни Бакин на границе с Владимирской областью.

## Данные водного реестра
По данным государственного водного реестра России относится к Окскому бассейновому округу, водохозяйственный участок реки — Ока от впадения реки Мокша до впадения реки Тёша, речной подбассейн реки — бассейны притоков Оки от Мокши до впадения в Волгу. Речной бассейн реки — Ока.
По данным геоинформационной системы водохозяйственного районирования территории РФ, подготовленной Федеральным агентством водных ресурсов:
- Код водного объекта в государственном водном реестре — 09010300112110000030206
- Код по гидрологической изученности (ГИ) — 110003020
- Код бассейна — 09.01.03.001
- Номер тома по ГИ — 10
- Выпуск по ГИ — 0

### Притоки (км от устья)
- 31 км: ручей Неверовка (пр)